# Cavardiras

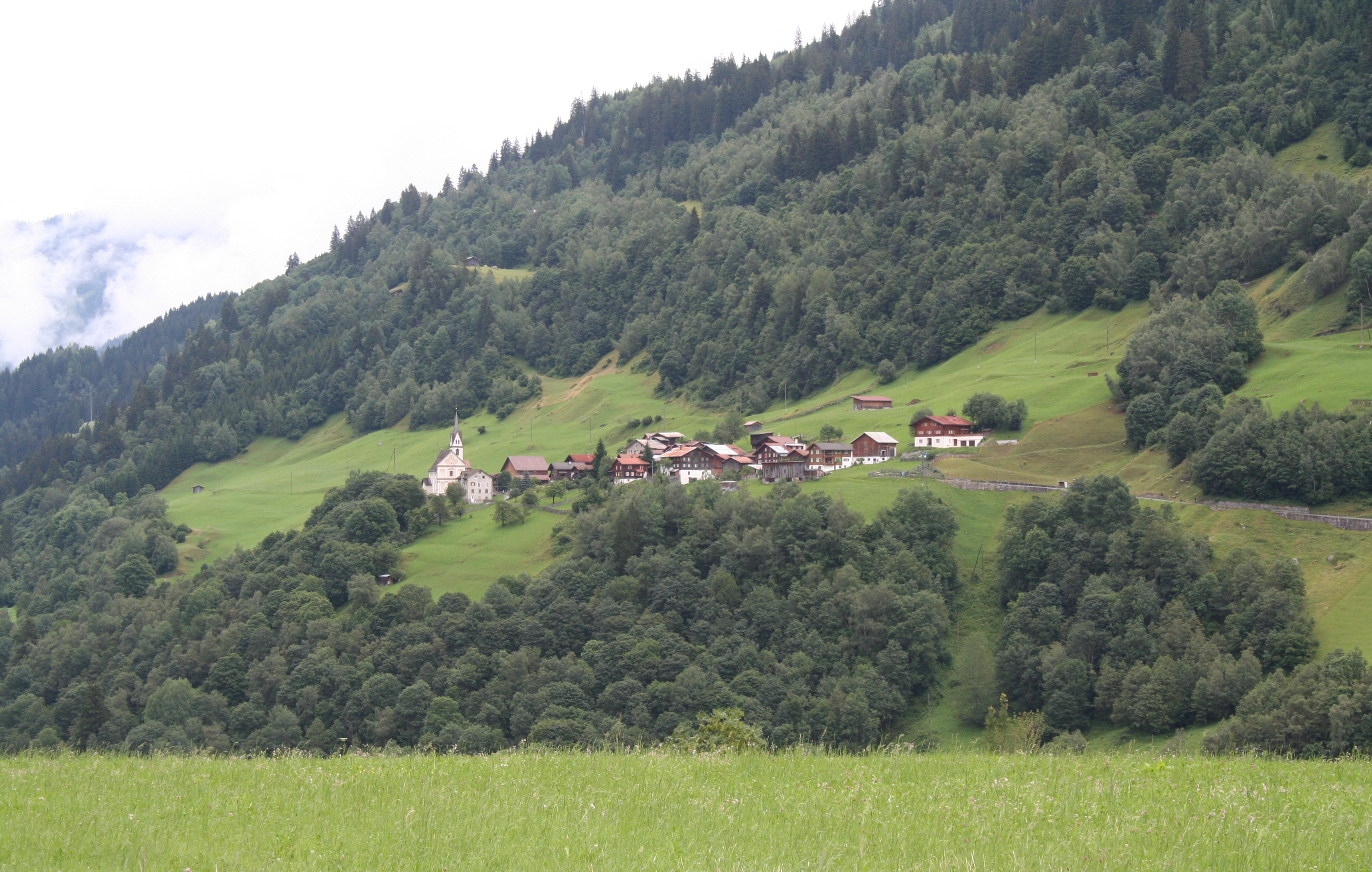
Cavardiras

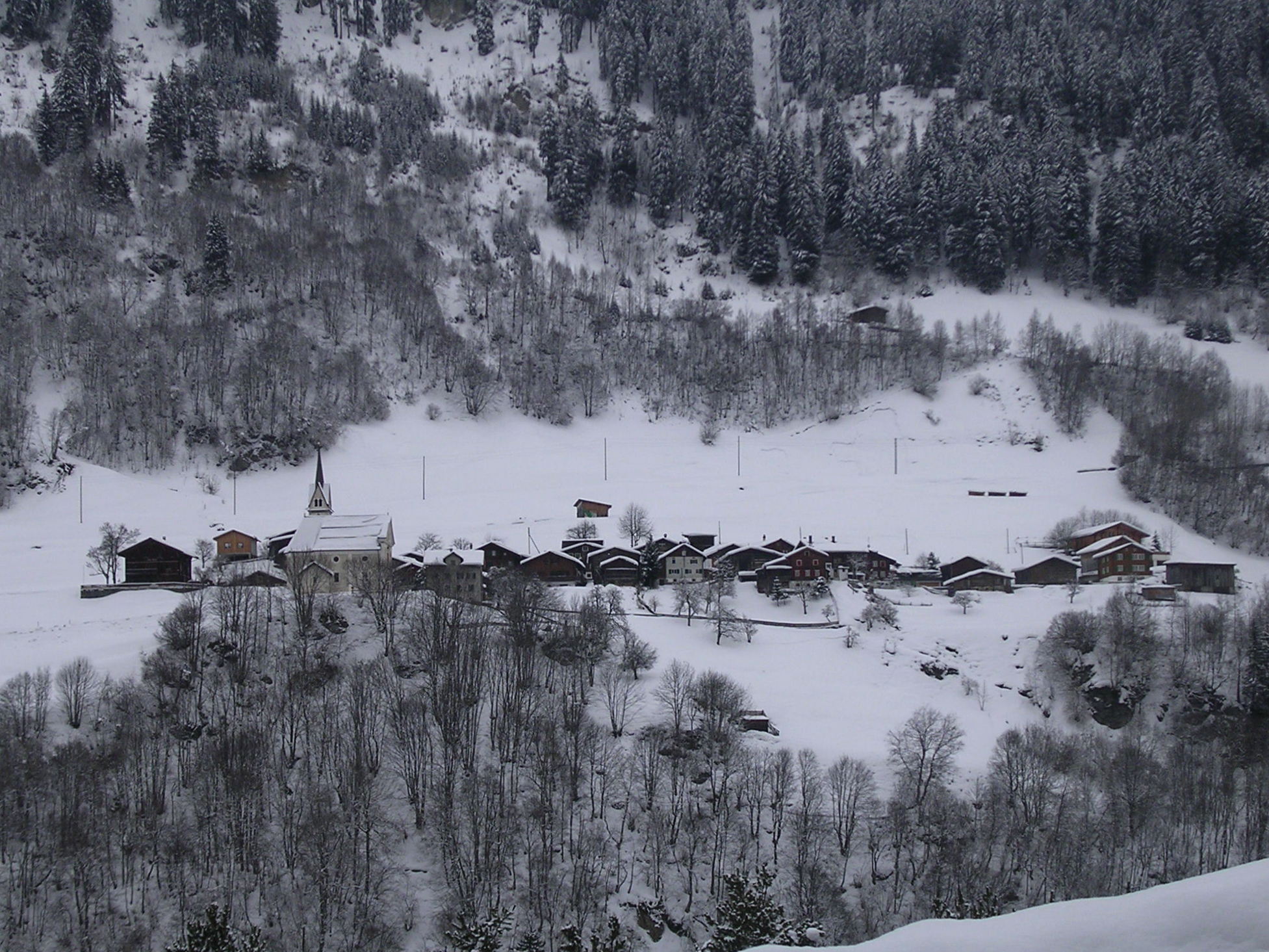
Cavardiras im Winter

Cavardiras, historisches Luftbild von Werner Friedli (1957)

Cavardiras ist ein Dorf in der Gemeinde Disentis/Mustér in der Surselva im Kanton Graubünden.

## Geographie

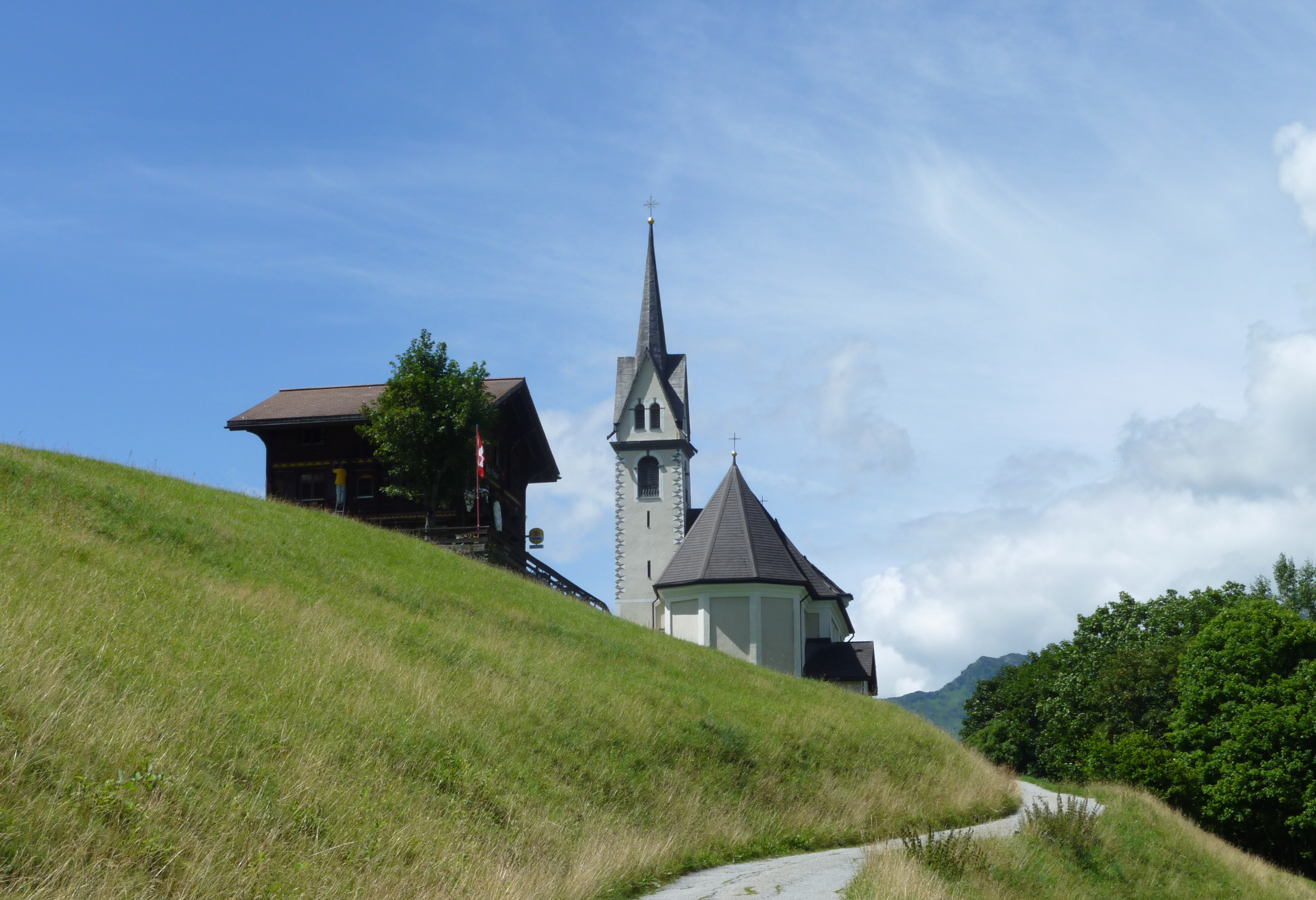
«Pign Padua» und Kirche

Der Name leitet sich ab vom romanischen Verb cavrir: die Bäume entrinden (u. a. durch Ziegenfrass, caura / chavra = Ziege), sie schälen, damit sie verdorren. Cavardiras entspricht also etwa dem deutschen Schwende oder Reute.
Das Dorf mit seinen knapp 50 Einwohnern liegt abgelegen auf einer Terrasse auf der südlichen Talseite des Vorderrheins östlich von Disentis/Mustér auf einer Höhe von 1132 m. ü. M. Erreichbar ist das Dorf von Disentis/Mustér her durch eine schmale Fahrstrasse, die bei der Russeinerbrücke wieder in die Hauptstrasse 19 mündet. Werktags fährt mehrere Male täglich das Postauto nach Cavardiras.

## Sehenswürdigkeiten
Das Dorf ist vor allem bekannt durch die von weither sichtbare und Antonius von Padua geweihte Wallfahrtskirche. Seit 2006 gibt es in Cavardiras wieder ein Restaurant mit der kleinen Pension «Pign Padua» (Klein-Padua).
Cavardiras ist zudem der Name einer Berghütte des Schweizer Alpen-Clubs SAC.